# Kneaja Krînîțea, Krîjopil
Kneaja Krînîțea (în ucraineană Княжа Криниця) este un sat în comuna Holubece din raionul Krîjopil, regiunea Vinnița, Ucraina.

## Demografie
Componența lingvistică a localității Kneaja Krînîțea
     Ucraineană (99,17%)
     Alte limbi (0,83%)
Conform recensământului din 2001, majoritatea populației localității Kneaja Krînîțea era vorbitoare de ucraineană (99,17%), existând în minoritate și vorbitori de alte limbi.

## Legături externe
- pl Kniaża, mylnie Kniazia, wieś, powiat jampolski în Dicționarul geografic al Regatului Poloniei și al altor țări slave, volum IV (Kęs — Kutno) anul 1883